# (64031) 2001 SV169
(64031) 2001 SV169 es un asteroide  es un asteroide que forma parte del cinturón interior de asteroides, descubierto el 24 de septiembre de 2001 por Charles W. Juels y el también astrónomo Paulo R. Holvorcem desde el Observatorio Astronómico de Fountain Hills, Fountain Hills (Arizona), Estados Unidos.

## Designación y nombre
Designado provisionalmente como 2001 SV16.

## Características orbitales
2001 SV169 está situado a una distancia media del Sol de 1,908 ua, pudiendo alejarse hasta 2,029 ua y acercarse hasta 1,787 ua. Su excentricidad es 0,063 y la inclinación orbital 18,13 grados. Emplea 963 días en completar una órbita alrededor del Sol.

## Características físicas
La magnitud absoluta de 2001 SV169 es 15,5. Tiene 2,264 km de diámetro y su albedo se estima en 0,197.